# داف دروك
داف دروك (بالهولندية: David Drok)‏ (مواليد 23 مايو 1914) هو لاعب كرة قدم. يلعب مع منتخب هولندا لكرة القدم. سبق له أن لعب في كأس العالم لكرة القدم مع منتخب بلاده.

## روابط خارجية
- داف دروك على موقع الاتحاد الدولي (مؤرشف)  (الإنجليزية)
- داف دروك على موقع قاعدة بيانات كرة القدم.إي يو (الإنجليزية)
- داف دروك على موقع ناشيونال فوتبول تيمز (الإنجليزية)
- داف دروك على موقع Soccerway.com (الإنجليزية)
- داف دروك على موقع عالم كرة القدم.نت (الإنجليزية)